# Вилков Лев Васильович
Лев Васильович Вилков (1 червня 1931, Москва — 8 лютого 2010, Москва) — радянський і російський физикохімік, фахівець в області газової електронографії, доктор хімічних наук (1968), професор хімічного факультету МГУ ім. М. В. Ломоносова (1982), іноземний член Норвезької академії наук (1989).

## Біографія
Лев Васильович Вилков народився в Москві 1 червня 1931 року в родині студентів-першокурсників кафедри отруйних речовин і отрут Московського хіміко-технологічного інституту ім. Менделєєва, майбутніх інженерів-хіміків Катерини Борисівни Казакової та Василя Федоровича Вилкова. З 1938 по 1948 він навчався в середній школі № 204 ім. Горького. Під час війни батьки Вилкова були мобілізовані і працювали в Горькому з 1941 по 1943 . У 1943 році сім'я повернулася в Москву .
У 1948 році Вилков починає навчання на хімічному факультеті МГУ . На початку 50-х років на кафедрі фізичної хімії хімічного факультету зусиллями завідувача кафедри професора Андрія Володимировича Фроста і старшого викладача Петра Олексійовича Акишина зароджується новий напрямок в структурної хімії — газова електронографія. У 1950 році на факультеті з'являється перший горизонтальний Електронограф. У знову створювану лабораторію газової електронографії Фростом був запрошений Вилков. Через новизну досліджень Вилков проводив досить незалежну наукову роботу, що позитивно вплинуло на його наукові-дослідницькі якості. У 1953 році він з відзнакою закінчує хімічний факультет, захистивши дипломну роботу на тему "електронографіческіх дослідження молекул CCl 4, SiCl <sub id="mwLg">4</sub>, ZnCl 2 " під керівництвом Акишина . Після закінчення навчання на хімічному факультеті Вилков залишається в свій лабораторії аспірантом, де протягом 3 років займається дослідженням галогеновмістних органічних сполук, і в 1956 році захищає кандидатську дисертацію на тему «Деякі закономірності в зміні довжин зв'язків вуглець-галоген» під керівництвом Володимира Михайловича Татевского . У 1968 році захистив докторську дисертацію "електронографіческіх дослідження закономірностей в геометричному будову молекул органічних і елементоорганічних сполук " . З 1960 по 1978 обіймав посаду старшого наукового співробітника хімічного факультету МГУ, з 1978 по 1982 був доцентом кафедри фізичної хімії, отримав звання професора кафедри фізичної хімії хімічного факультету МГУ в 1982 році . У 1989 був обраний іноземним членом Норвезької академії наук . У 2000 році Вилков затверджений в званні Заслуженого діяча науки РФ . 70-річчя Льва Васильовича Вилкова була присвячена спеціальна стаття випуску журналу «Structural Chemistry» . З 2001 по 2005 рік очолював лабораторію газової електронографії. Вилков був одним з провідних фахівців в області будови молекул, був відомий в наукових колах як творець російської школи електронографіческіх дослідження будови молекул органічних і елементоорганічних сполук . У 2004 удостоєний звання Заслуженого професора МГУ імені Ломоносова .
Вилков активно брав участь в науково-організаційній роботі, будучи членом двох спеціалізованих учених рад на хімічному факультеті МГУ і в інституті кристалографії РАН, а також членом Вченої Ради хімічного факультету МГУ. У 1990 і 1993 обирався членом комісії по електронній дифракції Міжнародного союзу кристалографії .
У 2011 році професор Вилков був посмертно удостоєний міжнародної премії фонда доктора Барбари Мец-Штарк за видатні заслуги в галузі експериментальної структурної хімії.

## Наукові дослідження
Практично відразу після захисту кандидатської дисертації Вилков створив дослідницьку групу електронографічських дослідження будови молекул органічних і елементоорганічних сполук і керував нею протягом 45 років. Стереохимичтричне дослідження мали на меті встановити геометричну будову ряду нових сполук з класів сілаціклобутанов, карборанов, герміренов. Результатами наукової роботи групи Вилкова є створення унікальної апаратури для виконання електронографіческіх досліджень; розробка комплексу програм по обробці і розшифровці електронограмма, серед яких нова методика використання сканера при обробці електронограмма, що спрощує процедуру отримання кривих інтенсивностей розсіювання, новий метод розрахунку непараметричних потенційних функцій внутрішнього обертання молекул з електронографіческіх експерименту, новий метод розшифровки електронограмм на основі динамічної моделі молекул з урахуванням релаксації геометрії при внутрішньому обертанні або інверсії. Були отримані численні структурні дані для молекул різних класів сполук.
Більше 250 структур сполук, вивчених групою Вилкова, увійшли до міжнародних довідників, такі як "Landolt-Börnstein: Numerical Data and Functional Relationships in Science and Technology " і «Structure Data of Free Polyatomic Molecules».
У 1977 з його участю зареєстровано відкриття з формулюванням «Встановлено невідоме раніше явище освіти гетероциклічних систем атомів з двухкоордінірованним фосфором на прикладі п'ятичленних циклів, що містять азот — фосфор — вуглець і утворюються при взаємодії гідразонів карбонільних сполук з трихлористим фосфором» . Вилков з колегами експериментально довів структуру молекул п'ятичленних гетероциклічних систем з двухкоордінаціонним фосфором. Роботи авторів відкриття стимулювали виконуються в різних країнах дослідження по синтезу і вивченню подібних циклічних систем і сприяли швидкому розвитку цієї галузі хімії фосфору.
Вилковим в співавторстві з колегами опубліковано 6 книг (монографій і підручників), 27 оглядів і понад 300 наукових статей.

## Педагогічна діяльність
У 70-х роках професорами Вилковим і Пентіним був створений і почав читатися спочатку на факультеті підвищення кваліфікації викладачів ВНЗ, а потім для студентів фізико-хімічної групи і всіх спеціалізуються на кафедрі курс «Фізичні методи дослідження в хімії». У 80-х роках ними було написано з цього курсу двотомний підручник.
Професор Вилков читав курси лекцій «Теоретичні основи газової електронографії» (для студентів лабораторії електронографії) і «Вступ до спеціальності» для студентів, розподілені на кафедру фізичної хімії, «Фізичні методи дослідження в хімії» для групи физикохимик і дипломників. Під його керівництвом захищено більше 50 дипломних робіт, 30 кандидатських і 6 докторських дисертацій.
Серед учнів Вилкова безліч відомих в Росії і за кордоном вчених. У їх числі професор В. С. Мастрюков, професор Иштван Харгиттаи [de], д. х. н . І. Ф. Шишков, д. х. н . О. В. Дорофєєва, професор Бєляков А. В., д. х. н. Новиков В. П., професор Е. Г. Атавин, к. х. н . Н. І. Садова, к. х. н. Ю. В. Вишневський та ін.
У період з 1994 по 2002 неодноразово обирався Соросівським професором . Читав лекції Соросівський вчителям в містах Іваново, Володимир, Волгоград, Пенза .
Вилкова запрошували читати лекції в закордонні університети в таких містах, як Осло, Остін, Рим, Будапешт, Мадрид, Единбург .

## Сім'я
Вилков познайомився Лідією Олексіївною Вилковою (до шлюбу Бученковою) ще школярем у 1946 році. Вони вчилися в сусідніх школах: Вилков — в 204-ой чоловічій школі, а Бученкова — в 203-їй жіночої. Вони одружилися через 10 років в 1956 році. Лідія Вилкова закінчила Державний інститут стоматології і одонтології, де згодом і працювала доцентом довгі роки. Єдина дочка, Ганна Львівна Вилкова, працює в МГУ на хімічному факультеті в лабораторії газової електронографії. Онук, Олексій Юрійович Вилков, випускник Географічного факультету МГУ, кандидат географічних наук .

## Основні праці
1. Вилков Л. В., Мастрюков В. С., Садова Н. І. «Визначення геометричної будови вільних молекул» Изд. Хімія. Л. 1978, 224 с.
2. LV Vilkov, VS Mastryukov, NI Sadova «Determination of the Geometrical Structure of Free Molecules», Mir. 1983, 280 p. Переклад російського видання з передмовою лауреата Нобелівської премії Р. Хоффманна
3. Наумов В. А., Вилков Л. В. «Молекулярні структури фосфорорганічних сполук» Изд. Наука. М. 1986, 320 с.
4. Вилков Л. В., Пентін Ю. А. "Фізичні методи дослідження в хімії. Структурні методи і оптична спектроскопія "Изд. Вища школа. М. 1987
5. Вилков Л. В., Пентін Ю. А. "Фізичні методи дослідження в хімії. Резонансні та електрооптичні методи "Изд. Вища школа. М. тисячі дев'ятсот вісімдесят дев'ять
6. Вилков Л. В., Аношкіна М. Г., Засорін Е. З., Мастрюков В. С., Спиридонов В. П., Садова Н. І. «Теоретичні основи газової електронографії» Изд. МГУ. 1974